# Mihail Cehov

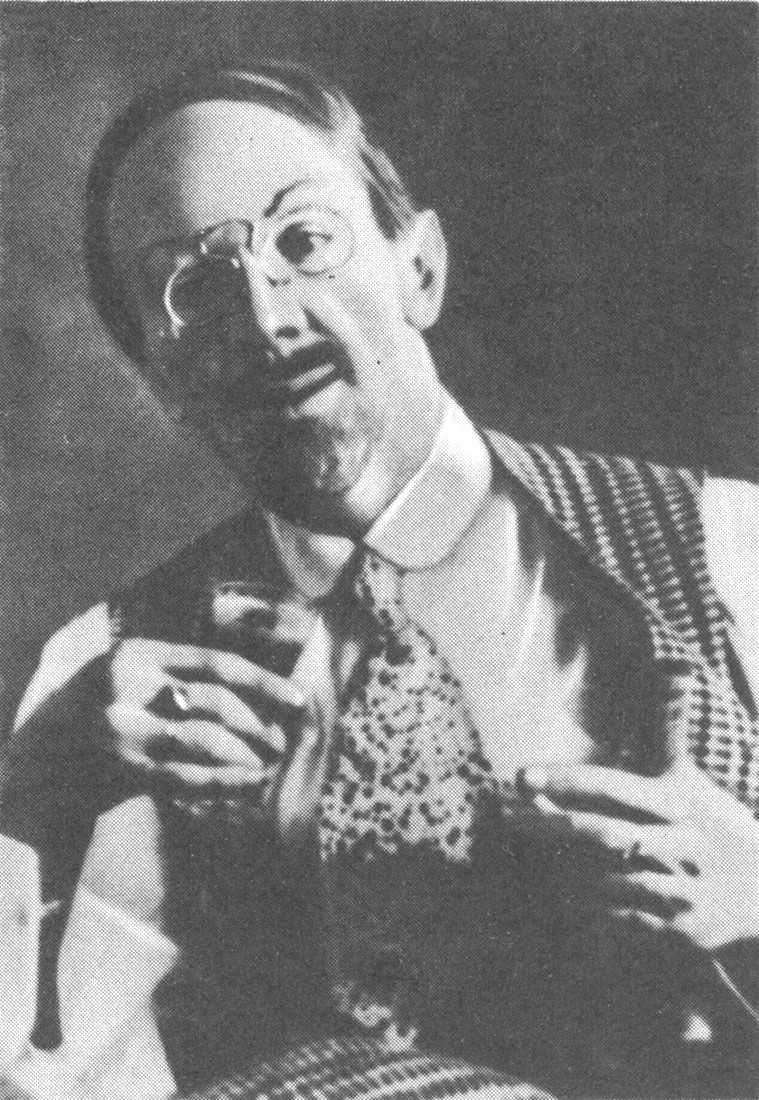
Mihail Cehov în rolul Fraser

Mihail Aleksandrovici Cehov (în engleză Michael Chekhov, în rusă Михаил Александрович Чехов; n. 29 august 1891, Sankt Petersburg, Imperiul Rus – d. 30 septembrie 1955, Beverly Hills, California, SUA) a fost un actor, regizor și scriitor rus, care a emigrat în Statele Unite ale Americii după Revoluția Socialistă din Octombrie.